# Listenbourg

Fikcyjna flaga Listenbourgu

Listenbourg – nazwa nieistniejącego państwa, która stała się memem internetowym w październiku 2022 r. za sprawą użytkownika Twittera Gasparda Hoelschera. Opublikował on przerobioną mapę Europy  powiększając Półwysep Iberyjski na północny zachód. Następnie autor poprosił amerykańskich internautów o podanie nazwy państwa znajdującego się na tym miejscu. Miało to utwierdzić przekonanie o słabej znajomości geografii Europy mieszkańców Stanów Zjednoczonych.

## Pochodzenie

Po lewej przerobiona mapa Europy z Listenbourgiem, a po prawej ta w rzeczywistości

30 października 2022 r. Gaspard Hoelscher opublikował na swoim profilu @gaspardooo na Twitterze przerobioną mapę Europy i post o następującej treści: „Je suis sûr que les américains ne connaissent même pas le nom de ce pays ptdrrr” (pol. Jestem pewien, że Amerykanie nie znają nazwy tego państwa haha). Inny użytkownik podchwycił temat i odpowiedział: „Qui ne connaît pas le listenbourg?” (pol. Kto nie zna Listenbourga?).
Nazwa państwa brzmi podobnie jak słowo Luksemburg połączone z Litwą (ang. Lithuania) i Liechtensteinem.
Zarys Listenbourgu to tak naprawdę odpowiednio odwrócone granice kontynentalnej Francji.

## Rozgłos

Regiony wraz ze stolicą – Lurenberg

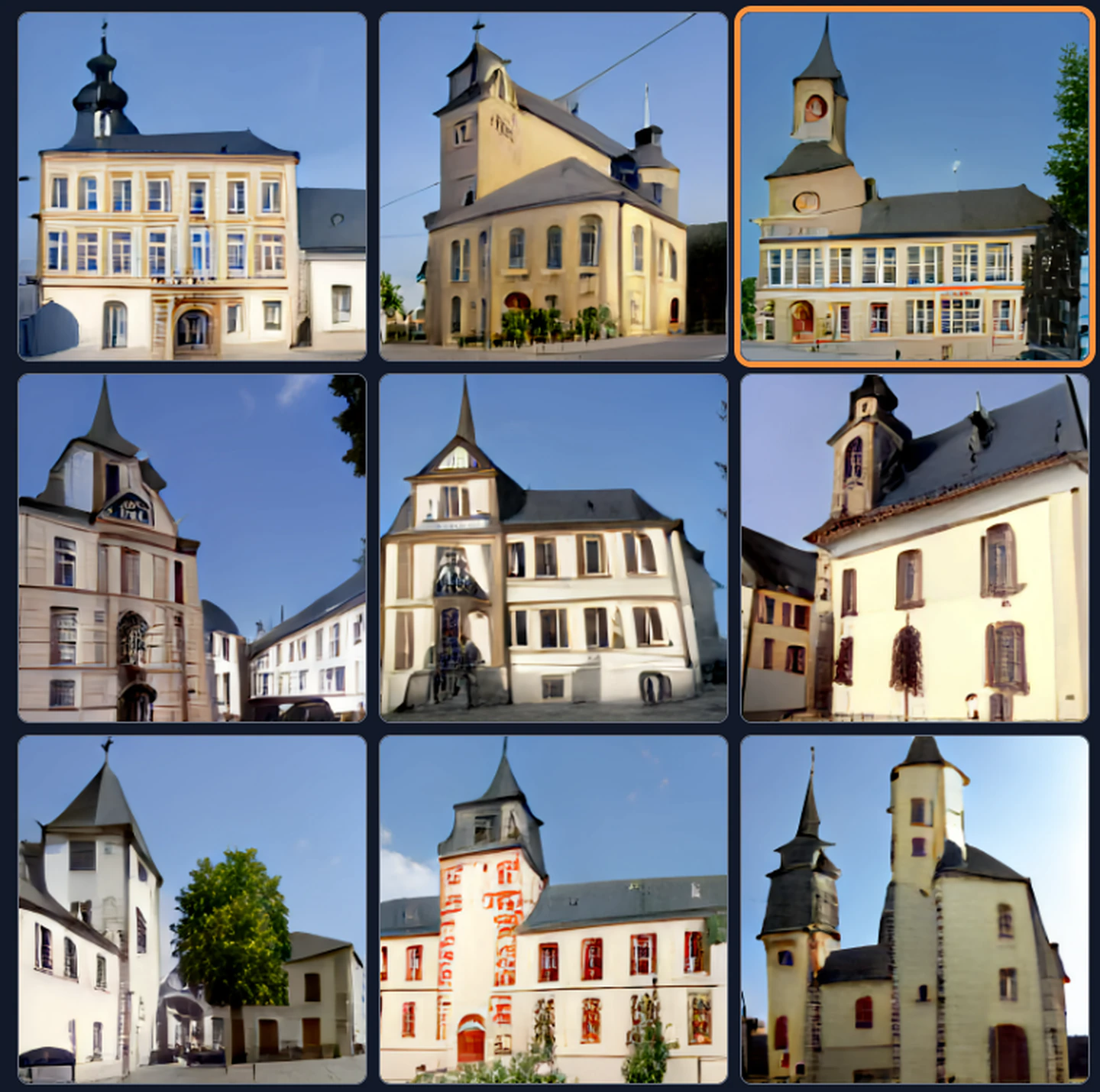
Obrazy wygenerowane przez DALL-E po wpisaniu frazy "Listenbourg"

Wkrótce po publikacji tego postu, Listenbourg szybko stał się memem. Użytkownicy zaczęli tworzyć konta instytucji państwowych, dodawać mapy satelitarne i podawać fakty o tym kraju. Niedługo później stworzyli flagę, hymn oraz wymyślili historię i kulturę.
Państwo to jest podzielone na pięć regionów: Fluẞerde, Kusterde, Mitteland, Adrias i Caséière. Populacja wynosi ok. 59 mln ludzi, a stolicą jest Lurenberg, w którym urzęduje prezydent Gaspardo (autor memu). Graniczy z Hiszpanią i Portugalią.

## Reakcje

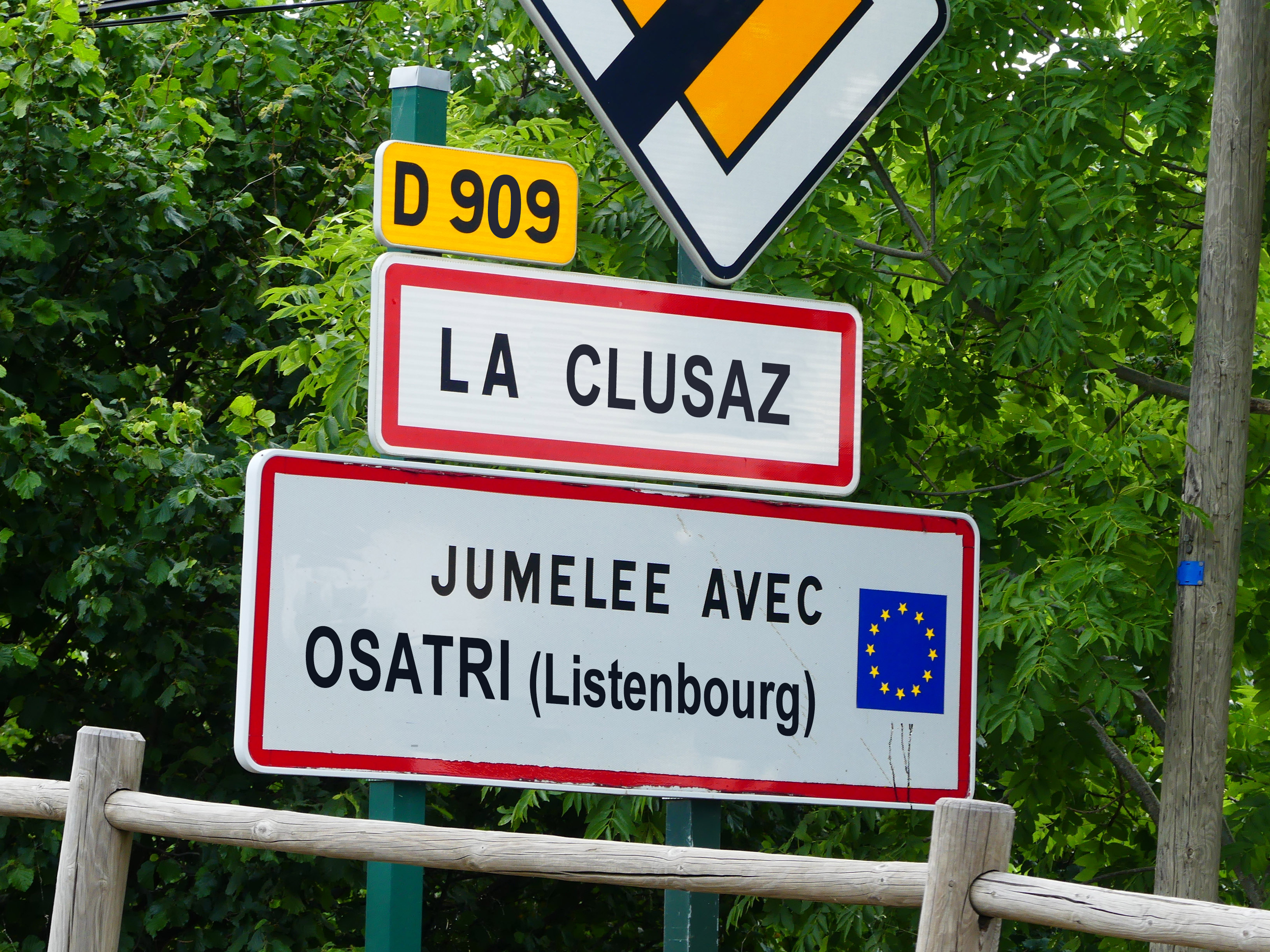
Tablica wjazdowa do La Clusaz informująca o partnerstwie z Osatri w Listenbourgu

Już następnego dnia po publikacji mema, na oficjalnym profilu IO 2024 zażartowano, że do 206 komitetów olimpijskich dołączył Listenbourg.
Amazon Prime Video zapowiedział reportaż na temat historii tego kraju, który ma się pojawić 31 lutego (data niemożliwa).
Ryanair poinformował o otwarciu nowej bazy operacyjnej w tamtym miejscu.
Również francuska stacja telewizyjna TF1 zażartowała z tego kraju, prezentując fikcyjną prognozę pogody.
Klub piłkarski Toulouse FC wspomniał, że drużyna ma zamiar pojechać tam na obóz treningowy.
Miasto Nicea zapowiedziało partnerstwo z Lurenbergiem, stolicą Listenbourga. Tamtejsze lotnisko uruchomiło także nowe połączenie do tego kraju.